# Kunjeng
Kunjeng is een bestuurslaag in het regentschap Grobogan van de provincie Midden-Java, Indonesië. Kunjeng telt 2817 inwoners (volkstelling 2010).